# Prøvesten
 For alternative betydninger, se Prøvesten (flertydig). (Se også artikler, som begynder med Prøvesten)
Prøvesten eller probersten (engelsk touchstone) er en sort kiselholdig sten beslægtet med flint og har i århundreder været en populær metode til at teste og prøve renheden i guld og sølv ved at strege guld mod prøvesten. En sådan sten har en finmalet, kornet overflade som meget metal som guld og sølv efterlader et synlig spor på. 
At tegne en linje med guld mod en prøvesten vil efterlade et synligt spor. Eftersom forskellige legeringer af guld har forskellige farver vil en ukendt guldprøve blive sammenlignet med prøver af kendt ren guldindhold. Denne metode har vært benyttet siden oldtiden. I moderne tid kan yderligere prøver gøres. Sporet af guld vil reagere forskellig på bestemte koncentrationer af salpetersyre eller kongevand, og således identificere guldets kvalitet. Således er 24 karat guld ikke påvirket, men 14 karat guld vil vise kemisk aktivitet.

## Historie
Sådanne prøvesten har vært kendt siden oldtiden, og for arkæologer er fund af værktøj som prøvesten, digler og lignende vidnemål om, at der har vært en guldsmed eller sølvsmed på fundstedet. 
Folket i Induskulturen havde mellem 2600-1900 f.Kr. udviklet metallurgi, og arkæologer har afdækket prøvesten med mærker efter guld, en teknik som fortsat er i brug i flere dele af Indien den dag i dag. 
Prøvesten blev også benyttet i Oldtidens Grækenland. Dens rolle i at introducere en møntøkonomi blev undersøgt af videnskabshistorikeren James Bruke i den anden episode fra 1978 af hans fjernsynsserie Connections på BBC.